# Exochus angularis
Exochus angularis är en stekelart som beskrevs av Kusigemati 1971. Exochus angularis ingår i släktet Exochus och familjen brokparasitsteklar. Inga underarter finns listade i Catalogue of Life.